# Plaisance (Seszele)

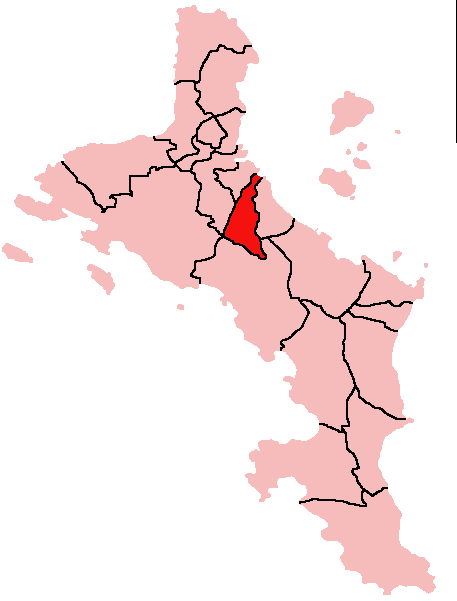
Położenie dystryktu Plaisance na wyspie Mahé

Plaisance – dystrykt położony w centralnej części wyspy Mahé; 3 399 mieszkańców.